# Тягинська територіальна громада
Тягинська сільська територіальна громада — територіальна громада в Україні, у Бериславському районі Херсонської області з адміністративним центром у селі Тягинка.

## Загальна інформація
Площа території — 424,3 км², населення громади — 9 788 осіб (2020).

## Населені пункти
До складу громади увійшли села Бургунка, Високе, Вірівка, Львівські Отруби, Львове, Миколаївка, Одрадокам'янка, Ольгівка, Таврійське, Тягинка та селище Матросівка.

## Історія
Створена у 2020 році, відповідно до розпорядження Кабінету Міністрів України № 726-р від 12 червня 2020 року «Про визначення адміністративних центрів та затвердження територій територіальних громад Херсонської області», шляхом об'єднання територій та населених пунктів Бургунської, Високівської, Львівської, Ольгівської, Одрадокам'янської та Тягинської сільських рад Бериславського району Херсонської області.